# Battaglia di Bregalnica
La battaglia di Bregalnica è un nome collettivo comprendente le battaglie tra le truppe serbe e bulgare durante la seconda guerra balcanica lungo il corso medio del Vardar, lungo il fiume Bregalnitca e delle pendici dei monti Osogovo, tra il 30 giugno e il 9 luglio 1913 [tra il 17 e il 26 giugno del calendario giuliano]. La battaglia si concluse con la ritirata dei bulgari al villaggio di Tsarevo. Secondo gli storici serbi, questa fu la battaglia decisiva della guerra interalleata, che si concluse con l'instaurazione del dominio serbo nella Macedonia di Vardar.
Il termine "Battaglia di Bregalnica" è utilizzato principalmente nella storiografia jugoslava e serba. Nei libri di storia bulgari, questi eventi sono più spesso considerati non come una battaglia, ma come una serie di battaglie della 4ª armata bulgara all'inizio della guerra.

## Storia: gli avversari e i loro piani

### I bulgari
A metà giugno 1913, la 4ª armata bulgara di stanza nella valle di Bregalnica, era composta da 100 compagnie di fanteria, 6 squadroni e 63 batterie con il generale Stilian Kovachev come comandante. Queste forze erano distribuite come segue:
- a nord, intorno a Kochani, si trovavano la milizia macedone-Edirne, la 2ª brigata della 4ª divisione di fanteria di Preslav (2/4 di brigata) e la 7ª divisione di fanteria di Rila;
- al centro, intorno a Shtip, vi era l'8ª divisione di fanteria Tundzha;
- a sud, nei pressi di Radovish e Strumica, erano di stanza la 2ª divisione di fanteria Tracia e la 3ª brigata della 7ª divisione (3/7 brigata).

Secondo l'ordine dell'assistente comandante in capo dell'esercito bulgaro, il generale Mikhail Savov, datato 15 giugno, la 4ª armata doveva avanzare lungo l'intera linea tra i monti Osogovo e il Vardar, prendere le posizioni favorevoli sulla riva destra del Bregalnitca e tagliare (a Udovo) il collegamento ferroviario tra le truppe serbe e greche. La sera del 17 giugno, dopo l'inizio delle ostilità, il generale Kovachev ricevette una nuova direttiva di prendere il controllo dei territori lungo la linea Veles-Kratovo. L'attacco doveva essere condotto senza una formale dichiarazione di guerra e l'obiettivo era quello di esercitare un effetto psicologico sui serbi e sostenere la diplomazia bulgara nella disputa sulla spartizione della Macedonia. Dati i precedenti incidenti armati lungo la linea di demarcazione (come una sparatoria avvenuta sul fiume Zletovska il 13 giugno), l'Alto Comando non si aspettava di provocare una guerra. Ciò spiega l'inesistenza di un piano concreto per le operazioni delle truppe bulgare.

### I serbi
La parte principale delle forze armate serbe che affrontò la 4ª armata bulgara, comprendeva:
- 1ª armata, composta dalla Divisione Danubio e Sumadija I, la Divisione Moravia e Danubio II, la Divisione di Cavalleria (un totale di 62 compagnie, 25 squadroni e 29 batterie), guidata dall'erede al trono Alexander Karadjordjevic (Capo di Stato Maggiore Generale Peter Bojovic), nell'area di Kriva Palanka-Kratovo-Sveti Nikola;
- 3ª armata, composta dalle Divisioni Drina e Moravia I e Divisione II Timoshka (un totale di 43 compagnie, 7 squadroni, 25 batterie), guidate dal generale Bozhidar Jankovic), nel triangolo Krivolak-Shtip-Veles;
- La Divisione montenegrina e la Brigata dei Volontari, partirono nei dintorni di Skopje come riserva strategica dell'Alto Comando guidato dal Voivode Radomir Putnik.

Queste forze occupavano due principali linee difensive: la prima sul fronte lungo i fiumi Bregalnitsa e Zletovska e la seconda lungo il fiume Svetinikolska fino a Stracin. Secondo la convenzione militare con la Grecia del 19 maggio 1913, in caso di attacco bulgaro (come quello della notte tra il 16 e il 17 giugno), la Serbia poteva contare sull'assistenza militare diretta delle truppe greche concentrate nei pressi Gumenja e nei dintorni di Salonicco.

## Cronologia

### 17-18 giugno: l'offensiva bulgara
Prima dell'alba del 17 giugno, i bulgari lanciarono un'offensiva lungo l'intero fronte da Sultan Tepe (nelle montagne di Osogovo) a Udovo (sul Vardar). La milizia macedone-Edirne conquistò le vicinanze, ma non la stessa Sultan Tepe. La 7ª divisione di fanteria di Rila vicino a Drenak e la 2ª brigata della 4ª divisione di Preslav vicino a Dobrevo spinsero il nemico a 5-10 chilometri dal fiume Zletovska. L'8ª divisione di fanteria di Tundzha forzò l'area di Bregalnitsa vicino a Shtip e combatté sanguinose battaglie con le divisioni Drina (I divisione) e Moravia (I divisione) a Ezhov rid e vicino a Sushevo. Le unità di estrema sinistra della 4ª armata (3ª brigata della settima Divisione) occuparono la stazione ferroviaria di Udovo, presidiate da deboli unità serbe.

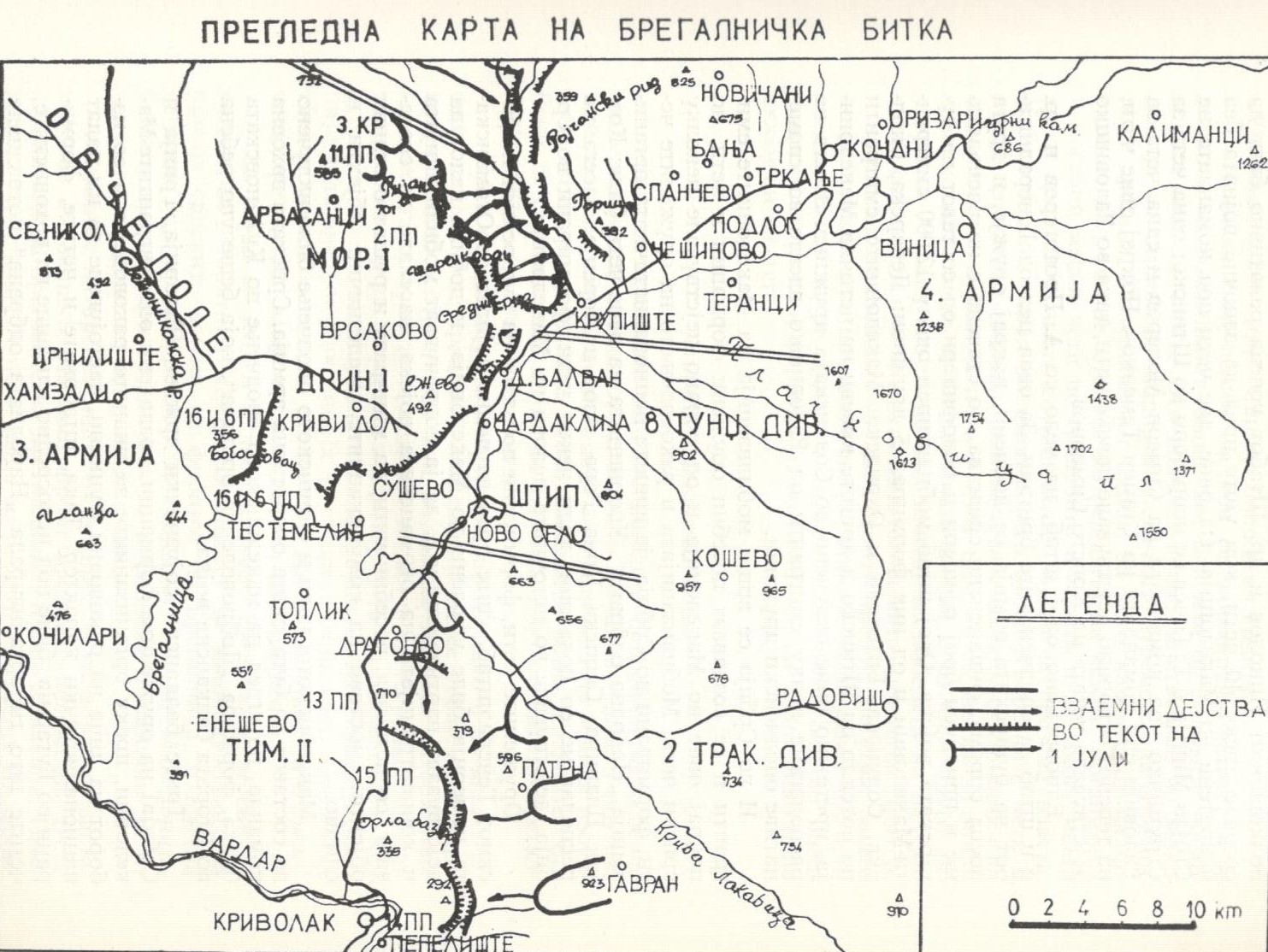
L'inizio della Battaglia di Bregalnica - disposizione delle forze il 18 giugno (1 luglio nuovo stile)

Nonostante l'attacco improvviso, la 4ª armata incontrò una forte resistenza da parte dei serbi e non riuscì a raggiungere il rapido successo desiderato.

### 18-21 giugno: il contrattacco serbo attraverso il fiume Zletovska a Kochani
Nel pomeriggio del 18 giugno, dopo le proteste della delegazione serba a Sofia e un ordine del primo ministro Stoyan Danev, i bulgari cessarono unilateralmente il fuoco. Tuttavia, la parte serba respinse la proposta di tregua e lanciò una controffensiva in direzione di Kocani. A quota 550 m, a sud del villaggio di Drenak, la Divisione Shumadia (I) riuscì a sorprendere e sconfiggere la 13ª fanteria bulgara e due compagnie del 26º reggimento di fanteria. Dopo aver subito pesanti perdite (un totale di 4 600 morti, feriti e catturati nei due giorni di ostilità), la 7a. divisione bulgara si ritirò sulla riva sinistra del fiume Zletovska. Lo stesso venne fatto dalla brigata 2/4. La ritirata della divisione del generale Todorov espose il fianco destro dell'8ª divisione. Nella notte tra il 18 e il 19 giugno, si ritirò sulla riva sinistra di Bregalnica. Sull'estremo fianco settentrionale, il comando serbo concentrò tre reggimenti delle divisioni Moravia (II) e Danubio (I) e respinse le unità della milizia macedone-Edirne che erano penetrate a 8 chilometri da Kriva Palanka.
Alla fine del secondo giorno, la 4ª armata bulgara fu respinta alle sue posizioni di partenza dall'inizio della battaglia. Nei giorni seguenti, i serbi svilupparono il loro successo contro la 7ª divisione. Tre fanterie (Shumadi I, Moravia II e montenegrina) e una divisione di cavalleria si concentrarono nella sezione di questa divisione e della brigata 2/4. Il 20 e 21 giugno attaccarono e catturarono la collina di Raychin (vicino al villaggio di Raychani). I bulgari si ritirarono disordinatamente e si fermarono a 4 km a ovest di Kochani. La pressione serba si allentò dopo la notizia della sconfitta del fianco destro della 3ª armata serba a Krivolak. Putnik ordinò alla Divisione Shumadia (I) di ritirarsi attraverso il fiume Zletovska per prevenire una possibile offensiva bulgara da Krivolak a Veles, nelle retrovie degli eserciti serbi.

### 19-21 giugno: la sconfitta dei serbi a Krivolak

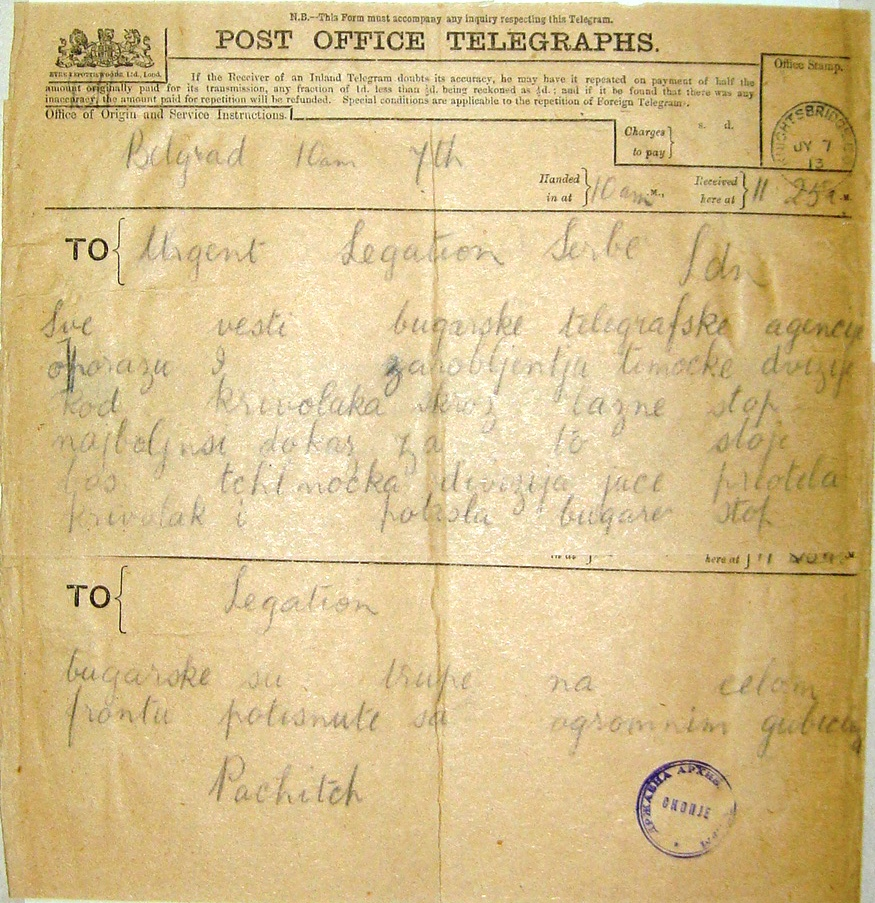
Il telegramma di Pasic alla delegazione serba a Londra il 24 giugno, confutando le notizie sulla vittoria della Bulgaria a Krivolak.

Sia il generale Savov che il generale Radko Dimitriev, che lo sostituì come assistente comandante in capo il 20 giugno, speravano che la 4ª armata sarebbe stata in grado di infliggere una sconfitta decisiva alle truppe serbe in meno di una settimana, prima della pressione dell'esercito greco da sud che avrebbe dato un risultato positivo ai serbi. Il comando bulgaro ripose le sue principali speranze nell'operazione contro il fianco destro della 3ª armata nemica a Krivolak.
La battaglia di Krivolak iniziò il 19 giugno, dopo che nei due giorni precedenti la 1ª brigata della 2ª divisione di fanteria bulgara era avanzata da Radovish, avendo attraversato i monti Kriva Lukavica e Serka e aveva raggiunto le fortificazioni della Divisione serba a Timoshka (II) e della brigata dei Volontari. I primi attacchi bulgari della sera e della notte del 20 giugno furono respinti, ma l'equilibrio delle forze cambiò dopo l'arrivo della 2ª brigata e dell'11º reggimento di fanteria da Udovo. Il 20 e 21 giugno i bulgari concentrarono la loro pressione sul fianco destro serbo nei pressi del villaggio di Pepelishte e li sconfissero. Dopo che il loro fianco sinistro fu aggirato da Dragoevo, i serbi si ritirarono dietro il fiume Bregalnitsa.
Come risultato della battaglia di Krivolak, la divisione di Timok fu sconfitta (perdendo più di 3 500 uomini e parte della sua artiglieria), e la 3ª armata serba fu inoltre minacciata di essere accerchiata. A causa delle pesanti perdite (oltre 2100 persone), la 2ª divisione Tracia e l'11º reggimento (1/3 brigata) non continuarono l'offensiva verso Veles.

### 22-26 giugno. Raggruppamento dei serbi e ritirata della 4ª armata bulgara
Dopo le battaglie senza successo a Drenak, Raichin rid e Sultan Tepe, il 22 e 23 giugno le unità di destra della 4ª armata bulgara si ritirarono di 15 chilometri a Bezikovo e Banyo Chuka. La prima brigata della milizia macedone-Edirne non riuscì a ritirarsi in tempo e subì diverse centinaia di vittime e prigionieri, mentre i serbi conquistarono il monte Kitka. La 7ª Divisione si ritirò indisturbata a est di Kochani.
Il comando serbo ordinò alla Divisione Moravia (I) di interrompere l'inseguimento a causa di un generale raggruppamento di forze che fu intrapreso per rafforzare la 3ª armata dopo la battaglia di Krivolak. Il movimento delle truppe bulgare da nord (l'offensiva contro Pirot, iniziata il 22 giugno) rese necessario un nuovo trasferimento delle truppe serbe. Due divisioni, Drina (I) e Shumadiyska (I), si ritirarono da Veles e Kumanovo.
A quel tempo, il generale Kovachev stava preparando un contrattacco contro le unità serbe che si erano infiltrate a Kocani ma fu indebolito dal raggruppamento intrapreso dall'Alto Comando serbo e dal colera. Il colpo contro di loro doveva essere sferrato contemporaneamente da est con la 7ª Divisione e da sud con la 2ª Divisione. A tal fine, quest'ultima partì da Krivolak (22 giugno), passò dietro la parte posteriore dell'8ª Divisione, il cui fronte vicino a Shtip era relativamente calmo, e il 24 giugno occupò le posizioni di partenza vicino al villaggio di Chervilovo (sulla riva sinistra del Bregalnica, a nord di Shtip).
Lo stesso giorno, il generale Kovachev annullò l'operazione e ordinò la ritirata generale del suo esercito sull'altopiano di Kaliman. In un rapporto al quartier generale, chiese l'intervento diplomatico, sottolineando che le sue truppe erano sull'orlo del disastro. La ragione di ciò fu che dopo la loro vittoria a Doiran (il 23 giugno) contro l'unità della 2ª armata bulgara, le truppe greche avanzarono rapidamente verso Strumica - Petrich - una delle principali linee di comunicazione nella parte posteriore della 4ª armata. L'8ª Divisione si ritirò indisturbata da Stip la notte del 25 giugno. Il 26 giugno i serbi occuparono Radovis. Mentre la sinistra bulgara si ritirava, la destra contrattaccava. Parti della divisione macedone-Edirne, della Brigata 2/4 e della Settima Divisione attraversarono il fiume Kamenica (affluente di destra di Bregalnitsa) e respinsero la Divisione montenegrina da Govedarnik Peak e le alture di Dulishki.
Con la ritirata generale dei bulgari a Tsarevo Selo il 26 giugno, i combattimenti si placarono fino all'attacco serbo alla posizione di Kaliman all'inizio di luglio.

## Analisi
Le azioni dei comandanti della parte bulgara nella battaglia, i generali Mikhail Savov e Stilian Kovachev, subirono molte critiche da parte dei contemporanei e degli storici successivi. Il loro errore risiede nel fatto di aver iniziato l'offensiva il 17 giugno sparpagliati, senza la concentrazione di forze necessaria per uno sfondamento decisivo in una sezione del fronte. L'attacco ai mal protetti Udovo e Krivolak nei primi giorni della battaglia fu in effetti un "colpo d'acqua", che allontanò troppe forze bulgare dal nemico. Il trasferimento di queste truppe dopo la battaglia di Krivolak ai settori centrali e settentrionali del fronte arrivò troppo tardi per invertire la rotta.
A differenza di Kovachev, il Voivode Radomir Putnik concentrò forze considerevoli sul massiccio attacco sul fianco destro bulgaro vicino a Kochani e vinse così la battaglia. Tuttavia, fu anche criticato per aver interrotto l'offensiva contro Tsarevo Selo e Gorna Dzhumaya sotto l'influenza dei successi bulgari locali vicino a Krivolak e Pirot e per aver perso l'occasione di sconfiggere completamente la 4ª armata bulgara.
Il coinvolgimento tardivo e lento della 5ª armata bulgara del generale Stefan Toshev nei combattimenti è segnalato come un fattore che aiutò Putnik a raccogliere le forze per l'attacco a Kochani. Dopo una serie di ordini contraddittori del comando generale, il 20 giugno avanzò dalla zona di Kyustendil nella valle di Kriva Reka alla valle di Pcinja e per i successivi sei giorni riuscì a premere seriamente il fianco sinistro della 1ª armata serba - il Divisione Danubio (II). Questi successi arrivarono troppo tardi per i bulgari e furono significativi solo localmente.